# Eadwacer
Eadwacer (en latin : Adovacrius ou Odovacrius) est un chef saxon du Ve siècle, quelquefois qualifié de roi.
Au début des années 460, venu probablement de Bretagne par mer avec une bande de pirates, il conquit des terres dans l'ouest de la Gaule, finit par contrôler toute la Basse-Loire et s'empare brièvement d'Angers en 463 avant d'en être délogé en 469 par les troupes franques du roi Childéric, allié de l'Empire romain d'Occident,.
Selon Grégoire de Tours, Childéric se serait par la suite allié à Eadwacer pour lutter contre des « Alamans » qui pourraient être en fait, selon les historiens modernes, les Alains de la Loire, établis dans la région par Aetius en 442 pour mater les Bagaudes. Il est peut-être confondu avec Odovacrius, roi barbare d'Italie (476-493), avec qui Childéric avait conclu une alliance.

## Source primaire
- Grégoire de Tours, Histoire des Francs